# Ruth Schleiermacher
Ruth Schleiermacher, po mężu Budzisch (ur. 3 listopada 1949 w Wunsiedel) – niemiecka łyżwiarka szybka reprezentująca NRD, złota medalistka mistrzostw świata.

## Kariera
Największy sukces w karierze Ruth Schleiermacher osiągnęła w 1971 roku, kiedy zwyciężyła podczas mistrzostw świata w wieloboju sprinterskim w Inzell. W zawodach tych wyprzedziła bezpośrednio dwie reprezentantki USA: Anne Henning oraz Dianne Holum. Był to jednak jedyny medal wywalczony przez nią na międzynarodowej imprezie tej rangi. Była też między innymi czwarta na rozgrywanych dwa lata wcześniej wielobojowych mistrzostwach świata w Grenoble, gdzie walkę o medal przegrała z Holenderką Ans Schut. W 1968 roku wystartowała na igrzyskach olimpijskich w Sapporo, zajmując między innymi ósme miejsce w biegu na 1500 m i dwunaste na 1000 m. Na rozgrywanych cztery lata później igrzyskach olimpijskich w Sapporo jej najlepszym wynikiem było trzynaste miejsce w biegu na 500 m. W 1972 roku zakończyła karierę.
Ustanowiła trzy rekordy świata (w tym dwa nieoficjalne).